# Madeleine Albright
Pour les articles homonymes, voir Albright.
Madeleine Korbel Albright (prononcé en anglais : /ˈmædəlɪn ˈɔlbɹaɪt/), née Marie Jana Korbelová le 15 mai 1937 à Prague (Tchécoslovaquie) et morte le 23 mars 2022 à Washington DC (États-Unis), est une diplomate, femme politique et femme d'affaires américaine. Membre du Parti démocrate, elle est ambassadrice américaine auprès des Nations unies de 1993 à 1997 puis secrétaire d'État des États-Unis entre 1997 et 2001 dans l'administration du président Bill Clinton.

## Biographie

### Enfance
Marie Jana Korbelová est née de parents juifs, convertis au catholicisme pour échapper aux persécutions antisémites. Son père, Josef Korbel, était un diplomate tchèque. Marie Jana changea de nom pour celui de « Madeleine » lors de son inscription à l'Institut pour jeunes filles Préalpina de Chexbres en Suisse, ce prénom étant une adaptation française de « Madlenka », le surnom tchèque que lui donnait sa grand-mère. En 1939, la famille Korbel s'enfuit à Londres après l'annexion de la Bohême et de la Moravie par l'Allemagne nazie. Trois de ses grands-parents meurent en déportation dans les camps d'Auschwitz et de Theresienstadt. Après la Seconde Guerre mondiale, la famille s'installa à Belgrade, où Josef Korbel était devenu ambassadeur de Tchécoslovaquie en Yougoslavie.
En 1948, après la prise de pouvoir par les communistes à Prague, la famille s'exila aux États-Unis, où Josef devint professeur en relations internationales à l'université de Denver ; il aura ainsi Condoleezza Rice comme étudiante.
C'est seulement en 1997 que Madeleine Albright aurait découvert ses origines juives et l'extermination d'une grande partie de sa famille durant la Shoah. Son histoire familiale, liée aux totalitarismes nazi et communiste, marquera son action politique et son obsession du « syndrome de Munich ».

### Études scolaires
Après sa scolarité en Suisse, Madeleine Korbel sort diplômée en science politique du Wellesley College dans le Massachusetts. Elle acquiert la citoyenneté américaine en 1957.
Elle poursuit ses études, apprend le russe et obtient une maîtrise  et un doctorat en droit public de l'université Columbia. Elle soutient une thèse consacrée à la presse durant le Printemps de Prague, sous la direction de Zbigniew Brzeziński. Elle parle couramment l'anglais, le français, le tchèque, le yiddish et le russe, tout en ayant des connaissances en allemand, polonais et serbo-croate.

### Début de la carrière professionnelle et politique
De 1976 à 1978, elle est l'assistante parlementaire du sénateur démocrate Edmund Muskie. De 1978 à 1981, elle travaille à la Maison-Blanche dans l'équipe de Jimmy Carter, aux côtés de Zbigniew Brzeziński, et est nommée au Conseil de sécurité nationale ; c'est à ce poste qu'elle formule la politique étrangère du président Carter[réf. nécessaire].
Après la fin de la présidence Carter en 1981, elle travaille pour le Woodrow Wilson International Center for Scholars à la Smithsonian Institution, où elle écrit des articles sur le rôle de la presse dans les changements politiques intervenus en Pologne au début des années 1980. Elle travaille également pour le Center for Strategic and International Studies comme spécialiste de l'URSS et de l'Europe de l'Est. Elle cofonde également un centre de réflexion, le Centre pour la politique nationale (Center for National Policy), dont elle assumera la présidence. En 1982, elle est nommée professeur d'affaires internationales à l'université de Georgetown.
En 1984, Madeleine Albright est conseillère en politique internationale de la candidate démocrate à la vice-présidence Geraldine Ferraro puis en 1988 du candidat démocrate à la présidence Michael Dukakis ; durant sa campagne, elle rencontre l'ambitieux gouverneur de l'Arkansas Bill Clinton. À partir de 1993, date du retour des démocrates au pouvoir, elle revient au gouvernement et entre dans l'administration Clinton.

### Ambassadrice aux Nations unies
Le 9 février 1993, elle est nommée ambassadrice américaine aux Nations unies par le président Bill Clinton (avec rang au cabinet présidentiel). À ce poste, il lui est reproché d'avoir tardé à intervenir lors du génocide des Tutsi au Rwanda en 1994. En effet, elle décide d'appliquer strictement la politique de non intervention décidée par Bill Clinton, et fait ainsi retirer la majorité des troupes de l'ONU du Rwanda dans les premiers jours du génocide. Elle décrira plus tard cette décision comme son « plus grand regret de l'époque ».

### Secrétaire d'État

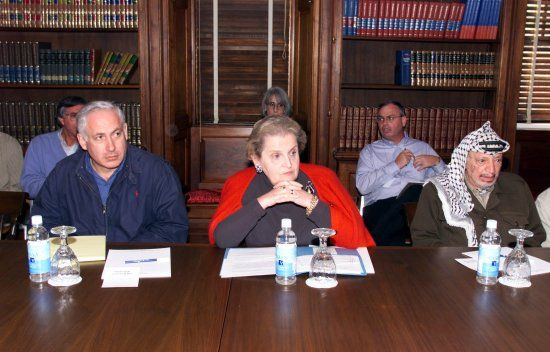
Madeleine Albright avec Benyamin Netanyahou et Yasser Arafat en 1998.

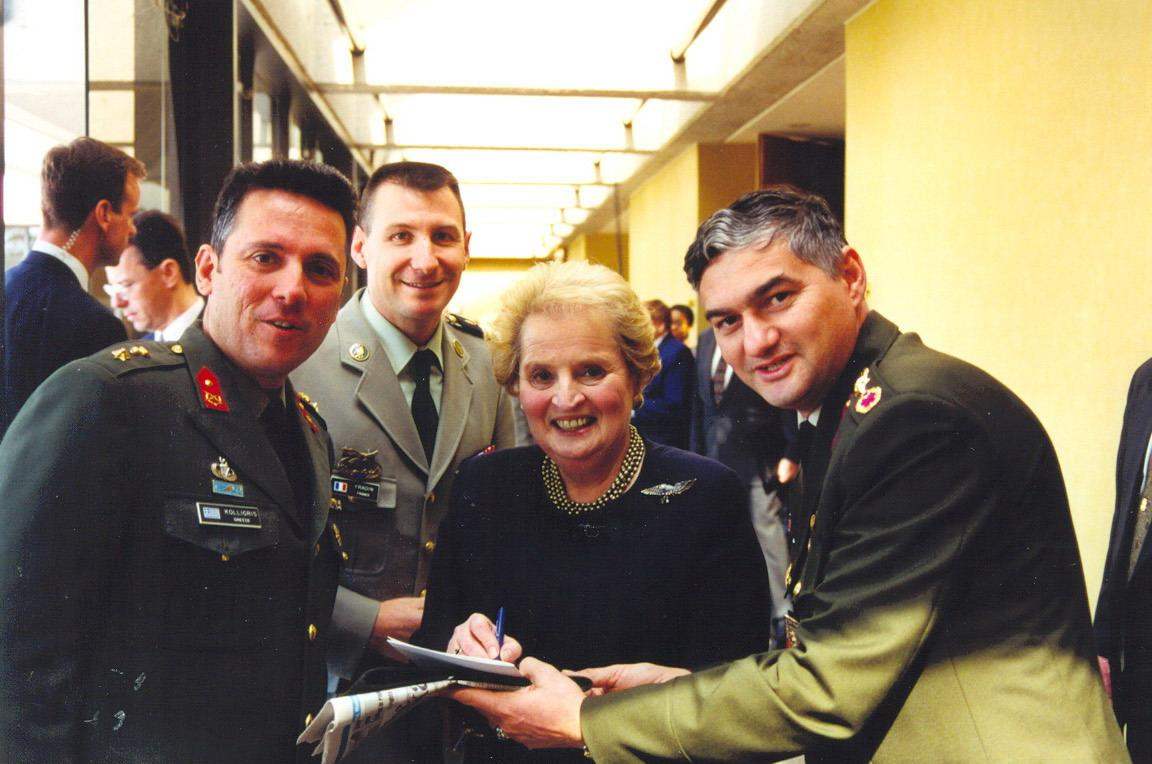
Madeleine Albright avec des officiers de l'OTAN en 1999.

Elle est nommée secrétaire d'État par le président Bill Clinton le 5 décembre 1996. Après avoir été confirmée dans cette fonction par un vote unanime du Sénat, elle est investie comme la 64e secrétaire d'État le 23 janvier 1997.
Le 27 septembre 1996, les Talibans prennent Kaboul, renversant l'État islamique d'Afghanistan. La secrétaire d'État Madeleine Albright déclare alors que « c'est un pas positif »,. Fort de son soutien politique, les fondamentalistes s'emparent dès lors du pouvoir à Kaboul.
Célébrée comme la première femme secrétaire d'État et comme la femme ayant accédé à cette date au plus haut rang politique de l'histoire des États-Unis, Madeleine Albright se fait l'avocate de la démocratie, des droits de l'homme, tout en faisant la promotion de l'approche américaine sur le travail, le commerce et l'environnement[réf. nécessaire]. Elle considère les États-Unis comme « la nation indispensable » et est favorable à ce que la diplomatie américaine soit appuyée par la force militaire et économique, notamment via les embargos, afin de défendre les valeurs démocratiques dans le monde. Au cours des années qui suivent la fin de la guerre froide, elle invente le terme de « multilatéralisme affirmé », partisane d'un élargissement de l'OTAN dans les anciens pays du bloc soviétique en Europe centrale, malgré les mises en garde d'autres spécialistes de l'URSS comme George Kennan. Hantée par son échec à empêcher le génocide rwandais et les massacres en Bosnie, elle fait du renversement du président serbe Slobodan Milošević sa priorité, afin d'empêcher ce qui est présenté à l'époque comme un génocide (des « horreurs aux proportions bibliques ») contre les musulmans ethniques, en apportant des fonds considérables aux organisations d'opposition,. Son action est primordiale en Bosnie-Herzégovine et plus particulièrement lors de la guerre du Kosovo à l'encontre de la Serbie, poussant le président américain Bill Clinton et l'OTAN à l'intervention militaire. Elle essuie par la suite de nombreuses critiques à Washington pour cet « interventionnisme humanitaire et armé » sans mandat de l'ONU, en particulier le bombardement de Belgrade (une première en Europe depuis 1945), qui dégrade les relations entre la Russie et l'OTAN.
En 2000, elle renouvelle sa promotion de la démocratie, appelant à la création d'une « communauté de démocraties ». Néanmoins, ses détracteurs l'accusent de crimes de guerre et de crime contre l'Humanité à cause de son soutien aux sanctions internationales contre l'Irak ayant provoqué la mort de 500 000 enfants irakiens. Interrogée sur ce dernier fait par une journaliste, elle déclarera que c'était une « décision difficile » mais qu'en définitive cela « en valait la peine »,, propos qu'elle regrettera mais qui terniront son image. Il est apparu rétrospectivement que les chiffres de la mortalité infantile avaient été sciemment gonflés par le régime de Saddam Hussein « afin de tromper la communauté internationale »,.
En 2000, elle est le plus haut responsable américain en fonction à se rendre en Corée du Nord depuis la fondation du régime.

### Activités après 2001

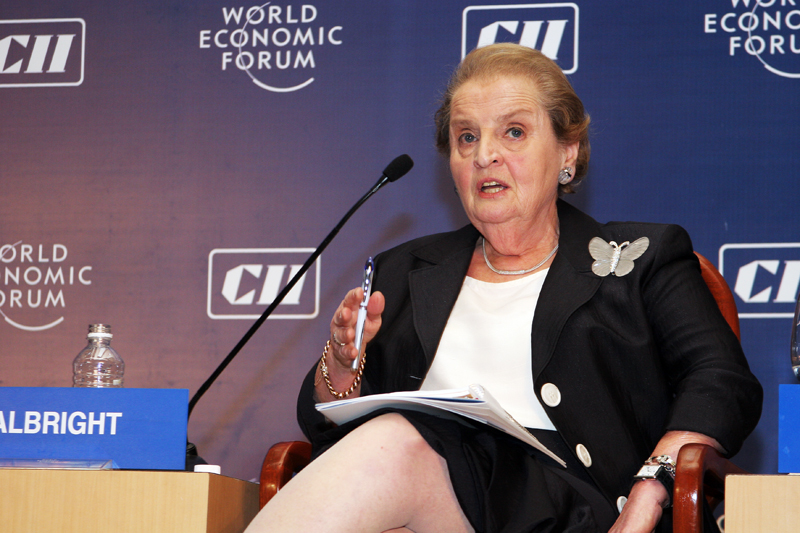
Madeleine Albright au Forum économique mondial de 2007.

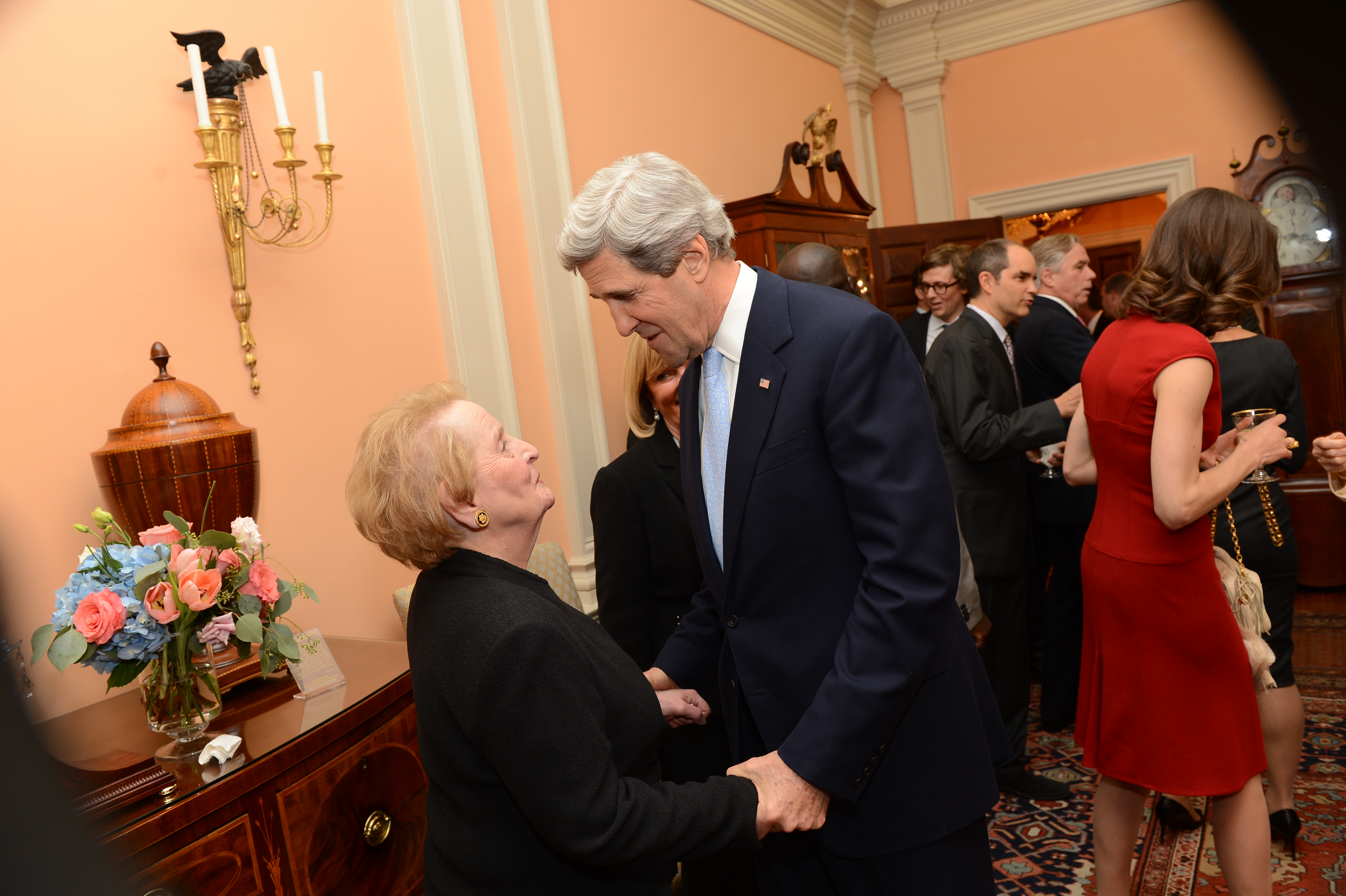
Madeleine Albright et le secrétaire d'État John Kerry en 2013.

Après la fin du mandat de Bill Clinton en janvier 2001, Madeleine Albright est approchée par le président tchèque Václav Havel pour prendre sa succession à la présidence de la République tchèque, proposition qu'elle déclina[réf. nécessaire].
En 2001, elle crée l'Albright Group, un cabinet de conseil en stratégie internationale basé à Washington, D.C. Elle compte Coca-Cola, Merck, Dubai Ports World et Marsh & McLennan Companies parmi ses clients.
En 2003, elle accepte une place au Conseil des directeurs du New York Stock Exchange. En 2005, elle décide de ne pas solliciter un second mandat, à la suite des conséquences du scandale Grasso, dans lequel le président du Conseil des directeurs de la NYSE, Dick Grasso, avait perçu pour son départ une indemnité de 187,5 millions de dollars, avec une gouvernance faible du Conseil dans lequel Albright siégeait.
Professeur à l'université de Georgetown, elle participe en janvier 2006 à une réunion à la Maison-Blanche de tous les anciens secrétaires d'État et secrétaires à la Défense pour discuter de la politique étrangère avec les membres de l'administration de George W. Bush.
Elle préside le National Democratic Institute for International Affairs ainsi que la fondation Truman, qui accorde des bourses. Elle soutient Hillary Clinton lors des primaires présidentielles du Parti démocrate en 2008. Durant la période de transition, le président élu Barack Obama la charge de le représenter à l'étranger.
Madeleine Albright copréside le groupe de travail chargé d'élaborer le nouveau concept stratégique de l'Alliance atlantique.
Lors d'une interview le 2 mars 2008, elle estime que la guerre d'Irak menée par les États-Unis entre 2003 et 2011 était « la plus grande catastrophe de politique étrangère [...] pire que le Vietnam », ajoutant que « la politique de Bush a fait beaucoup de dégâts à la réputation de l’Amérique et à la démocratie. Nous, les Américains, nous devons comprendre que notre liberté, notre vie et la sécurité de notre nation dépendent de la manière dont nous voyons le monde, et dont le monde nous voit ».
Elle est la première haute responsable américaine à avoir rencontré Vladimir Poutine lorsqu'il devient président de la Russie au début des années 2000. Dans l'une de ses dernières publications, elle écrit dans une tribune du New York Times le 23 février 2022, la veille du début de la guerre, que l'invasion de l'Ukraine par la Russie serait une « erreur historique » de la Russie,.
En 2012, la compagnie d'investissement de Madeleine Albright, « Albright Capital Management », est donnée comme favorite pour racheter PTK, les télécoms locales du Kosovo, ancienne province serbe épurée ethniquement et déclarée indépendante en 2008 par les États-Unis, qui vont être privatisés.

### Vie privée
En 1959, Madeleine Albright se marie avec Joseph Medill Patterson Albright, un journaliste de Chicago, neveu d'Alicia Patterson (en), fondatrice du Newsday, elle-même fille du magnat de la presse Joseph Medill Patterson. Le couple a trois filles dont des jumelles, mais divorce en 1982. Madeleine Albright a un frère qui s'appelle John.

### Mort
Madeleine Albright meurt des suites d'un cancer le 23 mars 2022 à Washington à l'âge de 84 ans,.

## Controverses et prises de position

### Sanctions contre l’Irak
Le 12 mai 1996, alors qu’elle est ambassadrice des États-Unis auprès des Nations unies, Madeleine Albright accorde une interview à l'émission de CBS Sixty Minutes. Lors de l’interview, la journaliste Lesley Stahl lui pose une question à propos des sanctions contre l'Irak : « Nous avons entendu dire qu'un demi-million d'enfants sont morts. C'est plus d'enfants morts qu’à Hiroshima. Cela en valait-il ce prix ? ». En réponse Madeleine Albright affirme : « Je pense que c'est un choix très dur, mais le prix -- nous pensons que cela en valait le prix. » (« I think this is a very hard choice, but the price -- we think the price is worth it. »),,. Elle dira ensuite qu'il « faut être multilatéraux quand nous le pouvons et unilatéraux quand nous le devons ».
Elle critiquera par la suite l’interview de Stahl comme « revenant à de la propagande irakienne », affirmant que la question était tendancieuse. Elle écrira : « Je suis tombée dans un piège et j'ai dit quelque chose que je ne voulais pas dire ». Elle a regretté de s’être montrée « cruelle de sang-froid », mais maintiendra tout son soutien aux principes des sanctions commerciales internationales.
En 2017, des chercheurs de la London School of Economics concluent que le bilan de 500 000 enfants morts donné par l'Unicef était basé sur des données fausses fournies par le régime de Saddam Hussein et que « le gouvernement de l'Irak a intelligemment manipulé les données des enquêtes pour tromper la communauté internationale ».

### «Nation indispensable»
Alors qu’elle était secrétaire d'État, Madeleine Albright s’est mise à utiliser fréquemment l'expression « La nation indispensable » en parlant des États-Unis d’Amérique. Notablement en février 1998, lorsque, défendant la politique de diplomatie coercitive contre l'Irak, elle déclare : « C'est la menace du recours à la force [contre l'Irak] et notre déploiement là-bas qui va donner de la force à la diplomatie. Si nous devons utiliser la force, c'est parce que nous sommes l’Amérique ; nous sommes la nation indispensable. Nous sommes debout et nous voyons plus loin dans l’avenir que les autres pays, et nous voyons le danger pour nous tous »,.

### Hostilité aux Serbes
Fin octobre 2012, lors de la signature d'un livre dans la librairie de Prague Palác Knih Luxor, Madeleine Albright, recevant la visite d'un groupe de militants de l'organisation tchèque « Přátelé Srbů na Kosovu », qui avaient apporté des photos de guerre, dont certaines montraient des victimes serbes de la guerre du Kosovo de 1999, est filmée leur disant : « Sortez, Serbes dégoûtants ! »,.

### Fausse citation sur la Sibérie
Dans les cercles du pouvoir russe des années 2000 et 2010 circule une fausse citation attribuée à Madeleine Albright. Cette dernière aurait dit qu'il est injuste que la Sibérie appartienne avec toutes ses richesses à un seul pays. Albright nie avoir jamais tenu ou pensé de tels propos et leur origine exacte n'est pas connue. D'après le général du Service fédéral de protection de Russie, Boris Ratnikov, les agents secrets russes ont appréhendé cette information en lisant les pensées de Madeleine Albright, lors d'« une séance de connexion au subconscient de la secrétaire d'État » effectuée « environ deux semaines avant le début des bombardements de la Yougoslavie par l'aviation américaine »,,.

## Ouvrages
- Madame le secrétaire d'État : Mémoires [« Madam Secretary »] (trad. de l'anglais par Marie-France Girod, Josiane et Alain Deschamps et Renaud Morin), Albin Michel, 2003 (ISBN 2-226-14194-4 et 978-2-226-14194-1, OCLC 154661858)
- (en) Fascism : a warning, Harper, 2018.
- Dieu, l'Amérique et le monde, essai paru en 2006 aux États-Unis et en 2008 en France (avec une préface d'Hubert Védrine), aux éditions Salvator, traduction de Monique Briend-Walker.

## Hommage

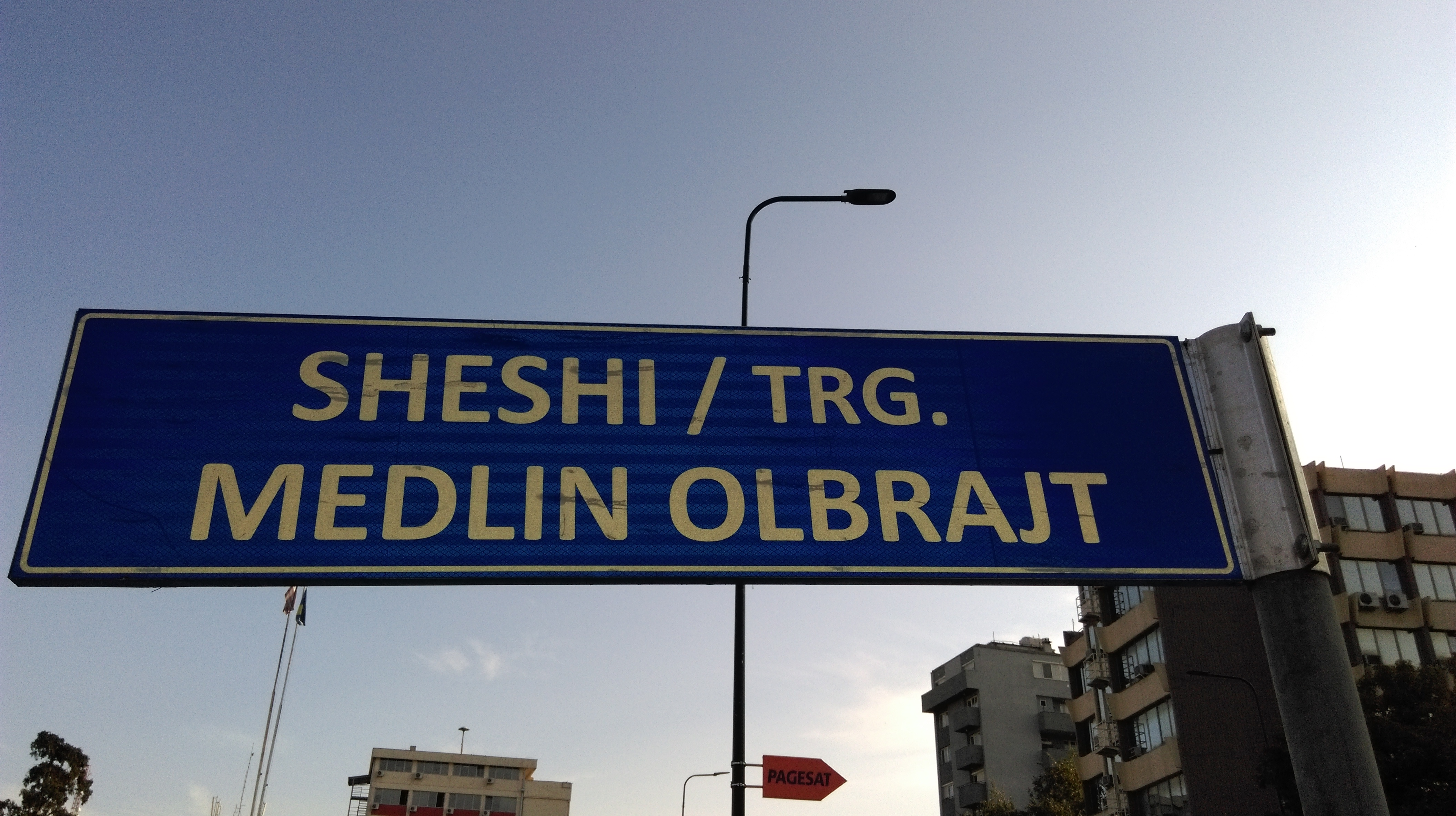
Plaque d'une voie portant son nom à Pristina (Kosovo).

- Elle est inscrite au National Women's Hall of Fame.

## Distinctions
- Docteur honoris causa en droit de l'université de Miami, 12 mai 2006[31]

## Dans la fiction
Elle apparaît dans l'épisode 7 de la saison 6 de la série Gilmore Girls, titré 21 ans et le monde à conquérir (Twenty-One is the Loneliest Number), dans son propre rôle.
Elle fait également une apparition, toujours dans son propre rôle, dans l'épisode 8 de la saison 7 de la série Parks and Recreation, Ms. Ludgate-Dwyer Goes to Washington.
Elle fait de même une apparition dans le deuxième épisode de la seconde saison de la série Madam Secretary, titré À son corps défendant (The Doability Doctrine), jouant son propre rôle d'ancienne secrétaire d'État des États-Unis, ainsi que dans le premier épisode de la cinquième saison titré E pluribus unum, aux côtés de Colin Powell et Hillary Clinton.